# آرفورموترول
آرفورموترول (به انگلیسی: Arformoterol) یک آگونیست گیرنده آدرنرژیک β2 با اثر طولانی مدت (LABA) است که برای درمان بیماری مزمن انسدادی ریه (COPD) بکار می‌رود. این دارو با نام تجاری Brovana، به شکل محلول آرفورموترول تارتارات، تولید می‌شود. طریقه مصرف این دارو به صورت دو دوز در روز (صبح و عصر) و با استفاده از نبولایزر است.
این ماده در واقع انانتیومر-(−)-(R,R) ماده فورموترول است و در ۶ اکتبر ۲۰۰۶ توسط سازمان غذا و دارو آمریکا (FDA) برای درمان بیماری مزمن انسدادی ریه مورد تأیید قرار گرفت.